# Корнифиция (поетеса)
Вижте пояснителната страница за други личности с името Корнифиция.
Корнифиция (на латински: Cornificia; * ок. 85 пр.н.е.; † ок. 40 пр.н.е.) е римска поетеса на епиграми от 1 век пр.н.е.

## Биография
Произлиза от фамилията Корнифиции. Дъщеря е Квинт Корнифиций и сестра на поета Корнифиций. Омъжва се за Камерий, който е приятел на Катул.
На един паметник в Рим пише:
| „ | CORNIFICIA Q. F. CAMERI Q. CORNIFICIUS Q. F. FRATER PR. AUGUR | “ |

| „ | Корнифиция, дъщеря на Квинт, съпруга на Камерий, нейният брат Квинт Корнифиций, претор и авгур. | “ |